# NGC 5322
NGC 5322 је елиптична галаксија у сазвежђу Велики медвед која се налази на NGC листи објеката дубоког неба.
Деклинација објекта је + 60° 11' 25" а ректасцензија 13h 49m 14,9s. Привидна величина (магнитуда) објекта NGC 5322 износи 10,1 а фотографска магнитуда 11,1. Налази се на удаљености од 26,650 милиона парсека од Сунца. NGC 5322 је још познат и под ознакама UGC 8745, MCG 10-20-35, CGCG 295-17, PGC 49044.